# Sierra Espuña

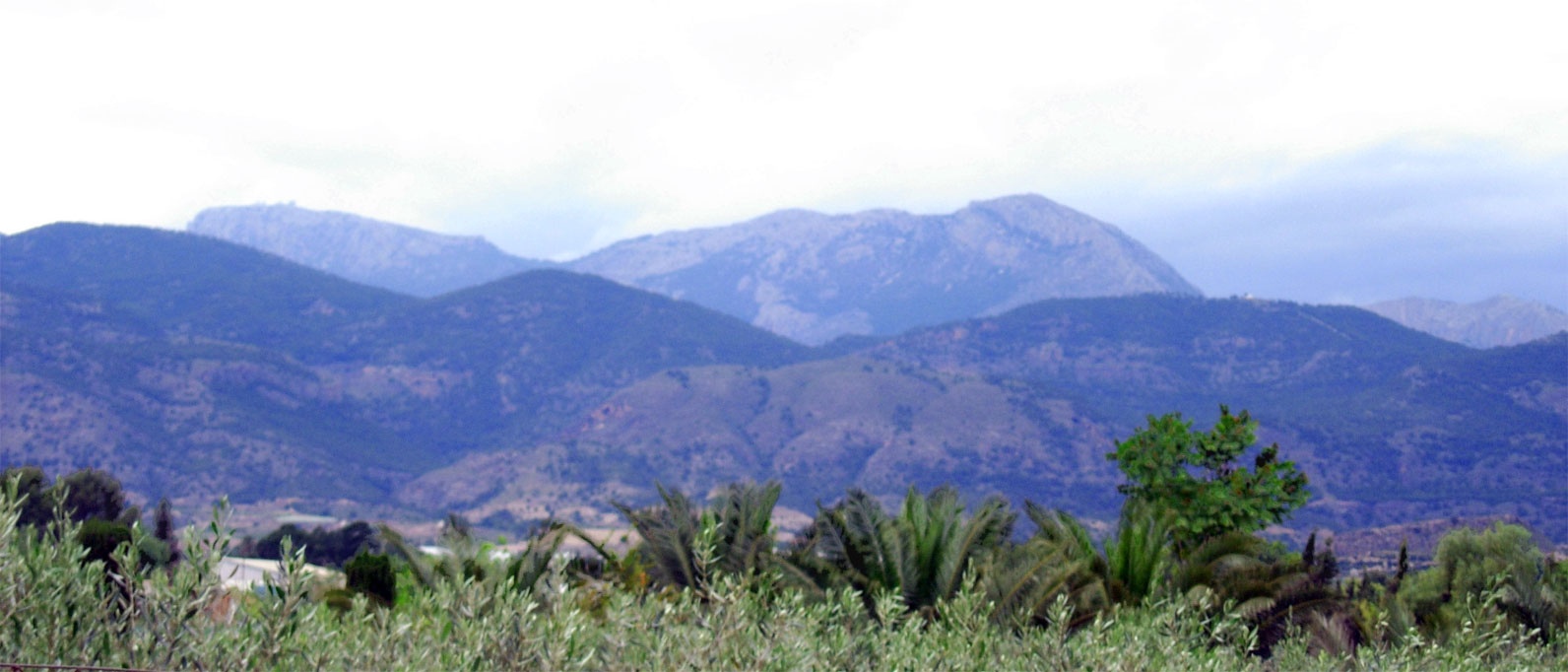
Vue de la sierra Espuña.

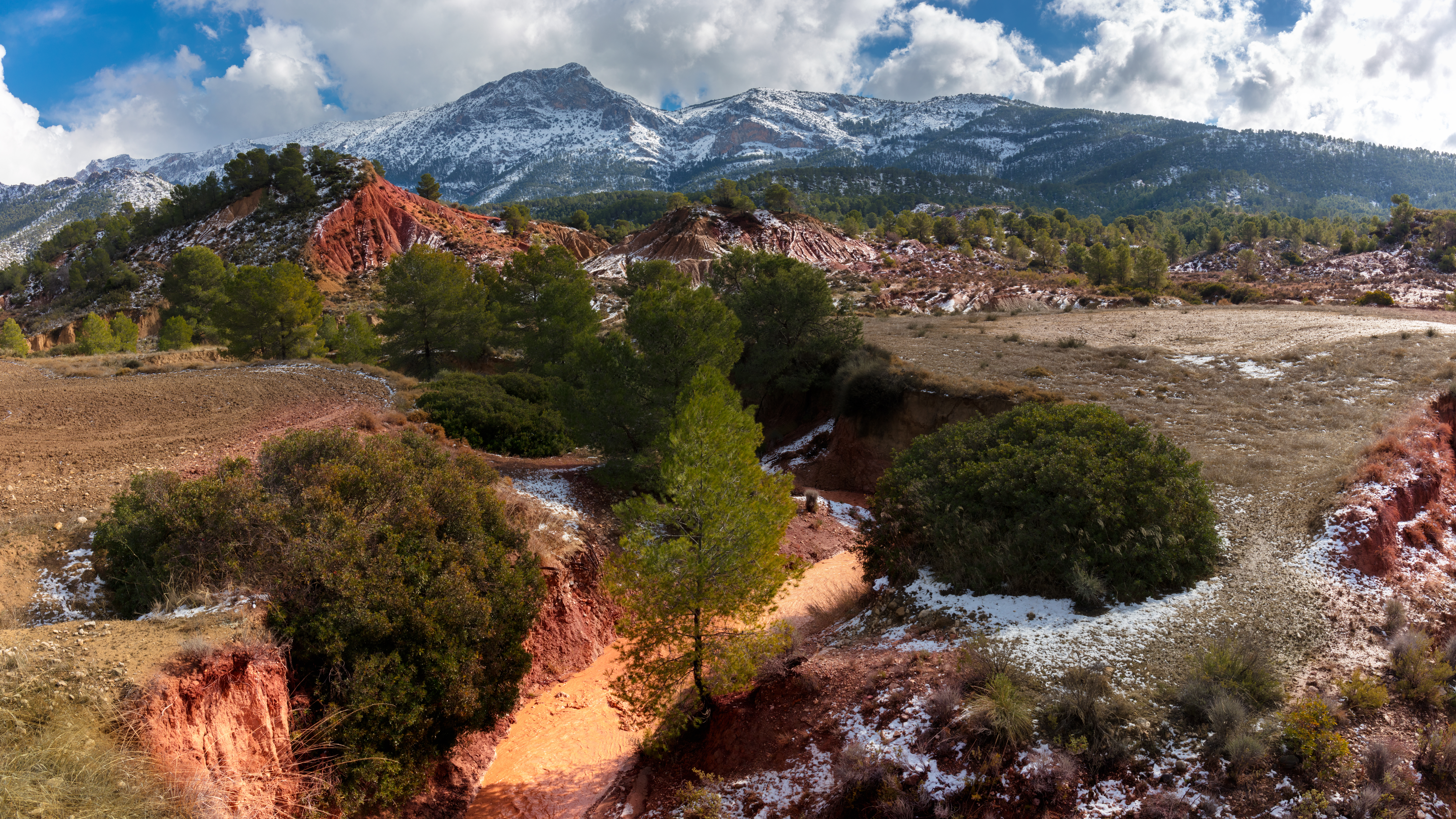
Vue de la sierra Espuña enneigée.

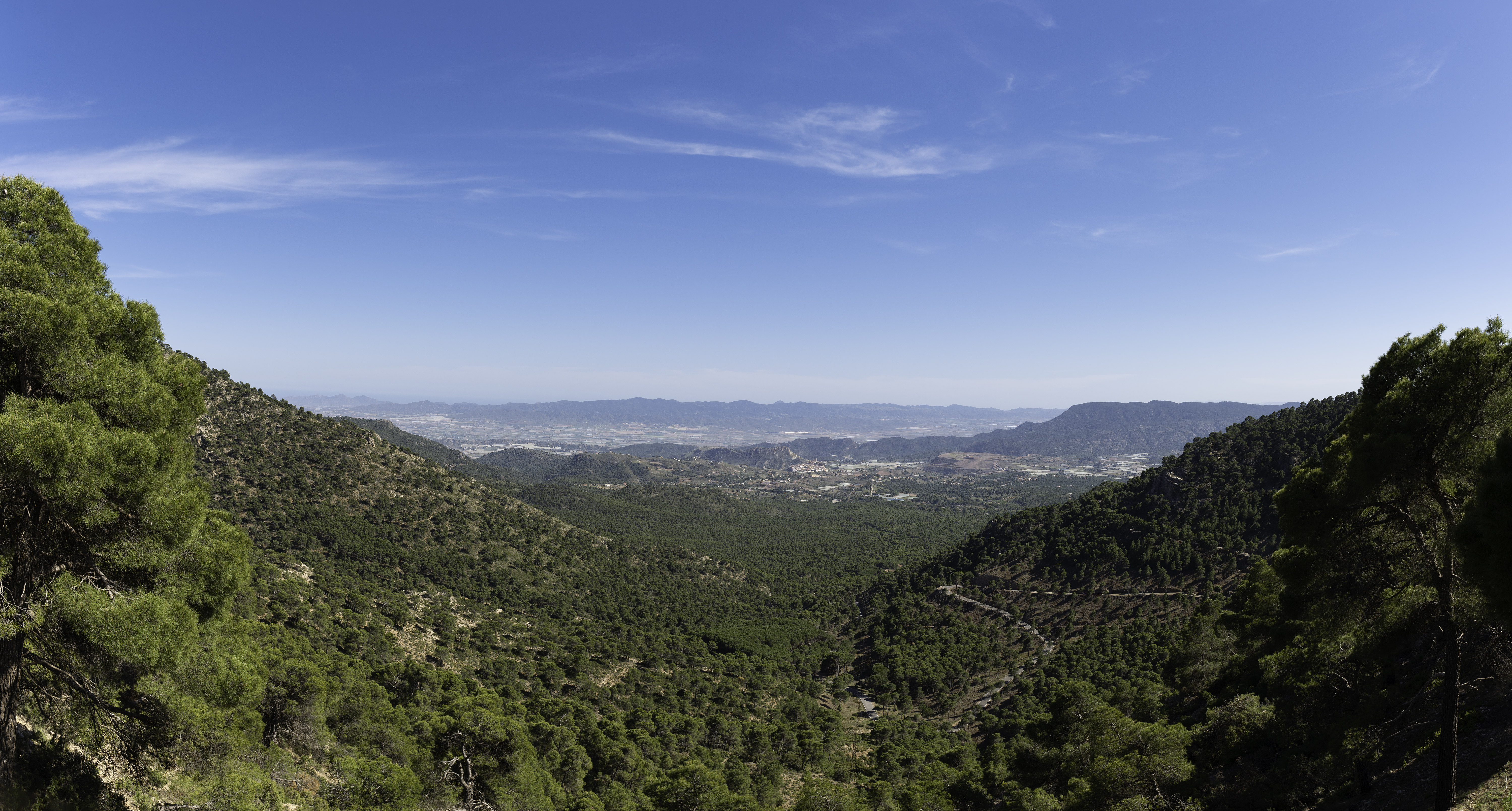
Vue de la sierra Espuña avec la ville d'Aledo au fond.

La sierra Espuña est un massif montagneux de la région de Murcie, en Espagne, appartenant à la cordillère Pénibétique, dans le bassin de Segura.
Un parc régional protège 17 804 ha des communes d'Alhama de Murcia, Totana et Mula, mais l'ensemble montagneux compte plus de 25 000 ha, couvrant en plus des précédents, les communes d'Aledo, Librilla et Pliego. Son altitude maximale est de 1 585 m au Morrón de Totana,.

## Histoire
À la fin du XIXe siècle, tout le massif de montagnes se trouvait dans un état écologique lamentable, avec la perte presque totale de sa couverture arborée et présentant de graves processus de désertification. En 1889, l'ingénieur forestier Ricardo Codorníu entreprit l'énorme tâche de reboiser toute la sierra. Cette tâche de reboisement est devenue un modèle pour son époque.
En 1931, il a été déclaré site naturel d'intérêt national et, en 1992, il a été protégé en tant que parc régional. Il est également classé en zone de protection spéciale (ZPS) et en site d'importance communautaire (SIC), depuis 1999 (site ES0000173).

## Patrimoine
Les constructions de la région se caractérisent par l'utilisation de la technique traditionnelle de la pierre sèche, qui est basée sur l'utilisation de la pierre sans dégrossissage ou peu de dégrossissage comme seul matériau. Actuellement, la Direction générale du patrimoine culturel a effectué les premières démarches pour inclure cette technique de construction en tant que bien d'intérêt culturel (BIC) à caractère immatériel.